# Llista d'escuts del País Valencià
Aquesta llista d'escuts del País Valencià recull els escuts oficials i sense oficialitzar dels ens territorials del País Valencià. La llista està organitzada per nivells: autonòmic, provincial, mancomunital i municipal. Els municipis s'han agrupat per comarques. També s'hi han afegit escuts d'algunes entitats d'àmbit territorial inferior al municipi.

## Escut delPaís Valencià

Escut del País Valencià

## Escuts provincials

Escut de la província d'Alacant
Escut de la província de Castelló
Escut de la província de València

## Escuts de les mancomunitats de municipis

Escut de la Mancomunitat Espadà-Millars
Escut de la Mancomunitat del Racó d'Ademús
Escut de la Mancomunitat de les Valls

## Escuts municipals

### Escuts del'Alacantí

Escut d'Agost
Escut d'Aigües
Escut d'Alacant
Escut de Busot
Escut del Campello
Escut de Mutxamel
Escut de Sant Joan d'Alacant
Escut de Sant Vicent del Raspeig
Escut de la Torre de les Maçanes
Escut de Xixona

### Escuts del'Alcalatén

Escut de l'Alcora
Escut d'Atzeneta del Maestrat
Escut de Benafigos
Escut de Costur
Escut de Figueroles
Escut de Llucena
Escut de les Useres
Escut de Vistabella del Maestrat
Escut de Xodos

### Escuts del'Alcoià

Escut d'Alcoi
Escut de Banyeres de Mariola
Escut de Benifallim
Escut de Castalla
Escut d'Ibi
Escut d'Onil
Escut de Penàguila
Escut de Tibi

### Escuts del'Alt Maestrat

Escut d'Albocàsser
Escut d'Ares del Maestrat
Escut de Benassal
Escut de Catí
Escut de Culla
Escut de Tírig
Escut de la Torre d'en Besora
Escut de Vilafranca
Escut de Vilar de Canes

### Escuts del'Alt Millars

Escut d'Aiòder
Escut d'Aranyel
Escut d'Argeleta
Escut del Castell de Vilamalefa
Escut de Cirat
Escut de Cortes d'Arenós
Escut d'Espadella
Escut de Fanzara
Escut de la Font de la Reina
Escut de les Fonts d'Aiòder
Escut de Lludient
Escut de Montanejos
Escut de Montant
Escut de la Pobla d'Arenós
Escut de Sucaina
Escut de Toga
Escut de Torralba
Escut de Torre-xiva
Escut de Vallat
Escut de Vilafermosa
Escut de Vilamalur
Escut de Vilanova de la Reina

### Escuts del'Alt Palància

Escut d'Algímia d'Almonesir
Escut d'Almedíxer
Escut d'Altura
Escut d'Assuévar
Escut de Barraques
Escut de Begís
Escut de Benafer
Escut de Castellnou
Escut de Caudiel
Escut de Figueres
Escut de Gaibiel
Escut de Geldo
Escut de Matet
Escut de Navaixes
Escut de Pavies
Escut de Pina
Escut de Sacanyet
Escut de Sogorb
Escut de Soneixa
Escut de Sot de Ferrer
Escut de Teresa
Escut de Toràs
Escut del Toro
Escut de la Vall d'Almonesir
Escut de Viver
Escut de Xèrica
Escut de Xóvar

### Escuts del'Alt Vinalopó

Escut de Beneixama
Escut de Biar
Escut del Camp de Mirra
Escut de la Canyada
Escut de Saix
Escut de Salines
Escut de Villena

### Escuts delBaix Maestrat

Escut d'Alcalà de Xivert
Escut de Benicarló
Escut de Càlig
Escut de Canet lo Roig
Escut de Castell de Cabres
Escut de Cervera del Maestrat
Escut de la Jana
Escut de Peníscola
Escut de la Pobla de Benifassà
Escut de Rossell
Escut de la Salzadella
Escut de Sant Jordi
Escut de Sant Mateu
Escut de Sant Rafel del Riu
Escut de Santa Magdalena de Polpís
Escut de Traiguera
Escut de Vinaròs
Escut de Xert

### Escuts delBaix Segura

Escut d'Albatera
Escut d'Algorfa
Escut d'Almoradí
Escut de Benejússer
Escut de Benferri
Escut de Benijòfar
Escut de Bigastre
Escut de Callosa de Segura
Escut de Catral
Escut de Coix
Escut de Daia Nova
Escut de Daia Vella
Escut de Dolores
Escut de Formentera del Segura
Escut de la Granja de Rocamora
Escut de Guardamar del Segura
Escut de Los Montesinos
Escut d'Oriola
Escut del Pilar de la Foradada
Escut de Rafal
Escut de Redovà
Escut de Rojals
Escut de Sant Fulgenci
Escut de Sant Isidre
Escut de Sant Miquel de les Salines
Escut de Torrevella
Escut de Xacarella

### Escuts delBaix Vinalopó

Escut de Crevillent
Escut d'Elx
Escut de Santa Pola

### Escuts delCamp de Morvedre

Escut d'Albalat dels Tarongers
Escut d'Alfara de la Baronia
Escut d'Algar de Palància
Escut d'Algímia d'Alfara
Escut de Benavites
Escut de Benifairó de les Valls
Escut de Canet d'en Berenguer
Escut d'Estivella
Escut de Faura
Escut de Gilet
Escut de Petrés
Escut de Quart de les Valls
Escut de Quartell
Escut de Sagunt
Escut de Segart
Escut de Torres Torres

### Escuts delCamp de Túria

Escut de Benaguasil
Escut de Benissanó
Escut de Bétera
Escut de Casinos
Escut de l'Eliana
Escut de Gàtova
Escut de Llíria
Escut de Loriguilla
Escut de Marines
Escut de Nàquera
Escut d'Olocau
Escut de la Pobla de Vallbona
Escut de Riba-roja de Túria
Escut de Sant Antoni de Benaixeve
Escut de Serra
Escut de Vilamarxant

### Escuts dela Canal de Navarrés

Escut d'Anna
Escut de Bicorb
Escut de Bolbait
Escut d'Énguera
Escut de Millars
Escut de Navarrés
Escut de Quesa
Escut de Xella

### Escuts delComtat

Escut d'Agres
Escut d'Alcoleja
Escut d'Alcosser
Escut d'Alfafara
Escut d'Almudaina
Escut de l'Alqueria d'Asnar
Escut de Balones
Escut de Benasau
Escut de Beniarrés
Escut de Benilloba
Escut de Benillup
Escut de Benimarfull
Escut de Benimassot
Escut de Cocentaina
Escut de Fageca
Escut de Famorca
Escut de Gaianes
Escut de Gorga
Escut de Millena
Escut de Muro d'Alcoi
Escut de l'Orxa
Escut de Planes
Escut de Quatretondeta
Escut de Tollos

### Escuts dela Costera

Escut de l'Alcúdia de Crespins
Escut de Barxeta
Escut de Canals
Escut de Cerdà
Escut d'Estubeny
Escut de la Font de la Figuera
Escut del Genovés
Escut de la Granja de la Costera
Escut de Llanera de Ranes
Escut de Llocnou d'en Fenollet
Escut de la Llosa de Ranes
Escut de Moixent
Escut de Montesa
Escut de Novetlè
Escut de Rotglà i Corberà
Escut de Torrella
Escut de Vallada
Escut de Vallés
Escut de Xàtiva

### Escuts dela Foia de Bunyol

Escut d'Alboraig
Escut de Bunyol
Escut de Dosaigües
Escut de Godelleta
Escut de Iàtova
Escut de Macastre
Escut de Setaigües
Escut de Xest
Escut de Xiva

### Escuts del'Horta Nord

Escut d'Albalat dels Sorells
Escut d'Alboraia
Escut d'Albuixec
Escut d'Alfara del Patriarca
Escut d'Almàssera
Escut de Bonrepòs i Mirambell
Escut de Burjassot
Escut d'Emperador
Escut de Foios
Escut de Godella
Escut de Massalfassar
Escut de Massamagrell
Escut de Meliana
Escut de Montcada
Escut de Museros
Escut de Paterna
Escut de la Pobla de Farnals
Escut de Puçol
Escut del Puig de Santa Maria
Escut de Rafelbunyol
Escut de Rocafort
Escut de Tavernes Blanques
Escut de Vinalesa

### Escuts del'Horta Sud

Escut d'Alaquàs
Escut d'Albal
Escut d'Alcàsser
Escut d'Aldaia
Escut d'Alfafar
Escut de Benetússer
Escut de Beniparrell
Escut de Catarroja
Escut de Llocnou de la Corona
Escut de Manises
Escut de Massanassa
Escut de Mislata
Escut de Paiporta
Escut de Picanya
Escut de Picassent
Escut de Quart de Poblet
Escut de Sedaví
Escut de Silla
Escut de Torrent
Escut de Xirivella

### Escuts dela Marina Alta

Escut d'Alcalalí
Escut de l'Atzúbia
Escut de Beniarbeig
Escut de Benidoleig
Escut de Benigembla
Escut de Benimeli
Escut de Benissa
Escut de Calp
Escut de Castell de Castells
Escut de Dénia
Escut de Gata de Gorgos
Escut de Llíber
Escut de Murla
Escut d'Ondara
Escut d'Orba
Escut de Parcent
Escut de Pedreguer
Escut de Pego
Escut del  Poble Nou de Benitatxell
Escut dels Poblets
Escut del Ràfol d'Almúnia
Escut de Sagra
Escut de Sanet i els Negrals
Escut de Senija
Escut de Teulada
Escut de Tormos
Escut de la Vall d'Alcalà
Escut de la Vall d'Ebo
Escut de la Vall de Gallinera
Escut de la Vall de Laguar
Escut del Verger
Escut de Xàbia
Escut de Xaló

### Escuts dela Marina Baixa

Escut de l'Alfàs del Pi
Escut d'Altea
Escut de Beniardà
Escut de Benidorm
Escut de Benifato
Escut de Benimantell
Escut de Bolulla
Escut de Callosa d'en Sarrià
Escut del Castell de Guadalest
Escut de Confrides
Escut de Finestrat
Escut de la Nucia
Escut d'Orxeta
Escut de Polop
Escut de Relleu
Escut de Sella
Escut de Tàrbena
Escut de la Vila Joiosa

### Escuts dela Plana Alta

Escut d'Almassora
Escut de Benicàssim
Escut de Benlloc
Escut de Borriol
Escut de Cabanes
Escut de Castelló de la Plana
Escut de les Coves de Vinromà
Escut d'Orpesa
Escut de la Pobla Tornesa
Escut de Sant Joan de Moró
Escut de la Serra d'en Galceran
Escut de la Serratella
Escut de la Torre d'en Doménec
Escut de Torreblanca
Escut de la Vall d'Alba
Escut de Vilafamés
Escut de Vilanova d'Alcolea

### Escuts dela Plana Baixa

Escut d'Aín
Escut de l'Alcúdia de Veo
Escut d' Alfondeguilla
Escut d' Almenara
Escut de les Alqueries
Escut d'Artana
Escut de Betxí
Escut de Borriana
Escut d'Eslida
Escut de la Llosa
Escut de Moncofa
Escut de Nules
Escut d'Onda
Escut de Ribesalbes
Escut de Suera
Escut de Tales
Escut de la Vall d'Uixó
Escut de Vila-real
Escut de la Vilavella
Escut de Xilxes

### Escuts dela Plana d'Utiel-Requena

Escut de Camporrobles
Escut de Caudete de las Fuentes
Escut de Fuenterrobles
Escut de Requena
Escut de Sinarques
Escut d'Utiel
Escut de Venta del Moro
Escut de Villargordo del Cabriol
Escut de Xera

### Escuts delsPorts

Escut de Castellfort
Escut de Cinctorres
Escut del Forcall
Escut d'Herbers
Escut de la Mata
Escut de Morella
Escut d'Olocau del Rei
Escut de Palanques
Escut de Portell de Morella
Escut de Sorita
Escut de la Todolella
Escut de Vallibona
Escut de Villores

### Escuts delRacó d'Ademús

Escut d'Ademús
Escut de Cases Altes
Escut de Cases Baixes
Escut de Castellfabib
Escut de la Pobla de Sant Miquel
Escut de Torre Baixa
Escut de Vallanca

### Escuts dela Ribera Alta

Escut d'Alberic
Escut d'Alcàntera de Xúquer
Escut de l'Alcúdia
Escut d'Alfarb
Escut d'Algemesí
Escut d'Alginet
Escut d'Alzira
Escut d'Antella
Escut de Beneixida
Escut de Benifaió
Escut de Benimodo
Escut de Benimuslem
Escut de Carcaixent
Escut de Càrcer
Escut de Carlet
Escut de Castelló
Escut de Catadau
Escut de Cotes
Escut de l'Énova
Escut de Gavarda
Escut de Guadassuar
Escut de Llombai
Escut de Manuel
Escut de Massalavés
Escut de Montroi
Escut de Montserrat
Escut de la Pobla Llarga
Escut de Rafelguaraf
Escut de Real
Escut de Sant Joanet
Escut de Sellent
Escut de  Senyera
Escut de Sumacàrcer
Escut de Torís
Escut de Tous

### Escuts dela Ribera Baixa

Escut d'Albalat de la Ribera
Escut d'Almussafes
Escut de Benicull de Xúquer
Escut de Corbera
Escut de Cullera
Escut de Favara
Escut de Fortaleny
Escut de Llaurí
Escut de Polinyà de Xúquer
Escut de Riola
Escut de Sollana
Escut de Sueca

### Escuts dela Safor

Escut d'Ador
Escut d'Alfauir
Escut d'Almiserà
Escut d'Almoines
Escut de l'Alqueria de la Comtessa
Escut de Barx
Escut de Bellreguard
Escut de Beniarjó
Escut de Benifairó de la Valldigna
Escut de Beniflà
Escut de Benirredrà
Escut de Castellonet de la Conquesta
Escut de Daimús
Escut de la Font d'en Carròs
Escut de Gandia
Escut de Guardamar de la Safor
Escut de Llocnou de Sant Jeroni
Escut de Miramar
Escut d'Oliva
Escut de Palma de Gandia
Escut de Palmera
Escut de Piles
Escut de Potries
Escut de Rafelcofer
Escut del Real de Gandia
Escut de Ròtova
Escut de Simat de la Valldigna
Escut de Tavernes de la Valldigna
Escut de Vilallonga
Escut de Xeraco
Escut de Xeresa

### Escuts delsSerrans

Escut de les Alcubles
Escut d'Alpont
Escut d'Andilla
Escut d'Ares dels Oms
Escut de Benaixeve
Escut de Bugarra
Escut de Calles
Escut de Domenyo
Escut de Figueroles de Domenyo
Escut de la Iessa
Escut de la Llosa del Bisbe
Escut de Pedralba
Escut de Sot de Xera
Escut de Titaigües
Escut de Toixa
Escut del Villar
Escut de Xelva
Escut de Xestalgar
Escut de Xulilla

### Escut deValència

Escut de València

### Escuts dela Vall d'Albaida

Escut d'Agullent
Escut d'Aielo de Malferit
Escut d'Aielo de Rugat
Escut d'Albaida
Escut d'Alfarrasí
Escut d'Atzeneta d'Albaida
Escut de Bèlgida
Escut de Bellús
Escut de Beniatjar
Escut de Benicolet
Escut de Benigànim
Escut de Benissoda
Escut de Benissuera
Escut de Bocairent
Escut de Bufali
Escut de Carrícola
Escut de Castelló de Rugat
Escut de Fontanars dels Alforins
Escut de Guadasséquies
Escut de Llutxent
Escut de Montaverner
Escut de Montitxelvo
Escut de l'Olleria
Escut d'Ontinyent
Escut d'Otos
Escut del Palomar
Escut de Pinet
Escut de la Pobla del Duc
Escut de Quatretonda
Escut del Ràfol de Salem
Escut de Rugat
Escut de Salem
Escut de Sempere
Escut de Terrateig

### Escuts dela Vall de Cofrents-Aiora

Escut d'Aiora
Escut de Cofrents
Escut de Cortes de Pallars
Escut de Teresa de Cofrents
Escut de Xalans
Escut de Xarafull
Escut de Zarra

### Escuts delVinalopó Mitjà

Escut de l'Alguenya
Escut d'Asp
Escut d'Elda
Escut del Fondó de les Neus
Escut del Fondó dels Frares
Escut de Monòver
Escut de Montfort
Escut de Novelda
Escut de Petrer
Escut del Pinós
Escut de la Romana

## Entitats locals menors i pedanies

Escut d'Aiacor (pedania de Canals)
Escut de la Barraca d'Aigües Vives (entitat d'àmbit territorial inferior al municipi, T.M. d'Alzira)
Escut del Bellestar (entitat d'àmbit territorial inferior al municipi, T.M. de la Pobla de Benifassà)
Escut de Mareny de Barraquetes (entitat d'àmbit territorial inferior al municipi, T.M. de Sueca)
Escut del Perelló (entitat d'àmbit territorial inferior al municipi, T.M. de Sueca)
Escut de la Xara (entitat d'àmbit territorial inferior al municipi, T.M. de Dénia)